# SWI/SNF
La familia SWI/SNF (de sus siglas en inglés "SWItch/Sucrose Non Fermentable") es un complejo proteico remodelador del empaquetamiento del ADN en los nucleosomas, en organismos eucariotas. También se define como una subfamilia de complejos remodeladores de la cromatina dependientes de ATP y, en levaduras, se compone de diversas proteínas codificadas por los genes swi y snf (en levaduras: SWI1, SWI2/SNF2, SWI3, SWI5 y SWI6), así como de otros polipéptidos.
Este complejo posee actividad ATPasa estimulada por ADN, pudiendo desestabilizar las interacciones histonas-ADN de un modo dependiente de ATP, aunque la naturaleza exacta de este cambio estructural aún no se conoce. Se cree que su mecanismo de acción se basa en la eyección y/o deslizamiento de los nucleosomas, reordenándolos y permitiendo así la apertura de la cromatina, lo cual permite la activación o represión de genes.
En humanos existen los análogos BRG1 (también llamado factor asociados a BRM o BAF) y PBAF (BAF asociado a Polibromo). También, en el género Drosophila, existen los análogos BAP (Proteína asociada a Brahma) y PBAP (BAP asociado a Polibromo).

## Miembros de la familia
A continuación se muestra una lista de los miembros de la familia SWI/SNF descritos y sus correspondientes ortólogos humanos y de Drosophila:
| Levadura    | Humano                    | Drosophila   | Función                                             |
| ----------- | ------------------------- | ------------ | --------------------------------------------------- |
| SWI1        | ARID1A, ARID1B            | OSA          | Contiene motivos de unión LXXLL de receptor nuclear |
| SWI2/SNF2   | SMARCA2, SMARCA4          | BRM          | Remodelación de la cromatina dependiente de ATP     |
| SWI3        | SMARCC1, SMARCC2          | Moira/BAP155 | Secuencia similar, función desconocida              |
| SWP73/SNF12 | SMARCD1, SMARCD2, SMARCD3 |              | Secuencia similar, función desconocida              |
| SWP61/ARP7  | ACTL6A, ACTL6B            |              | Proteína semejante a actina                         |
| SNF5        | SMARCB1                   | SNR1         | Remodelación de la cromatina dependiente de ATP     |

## Estructura del complejo SWI/SNF

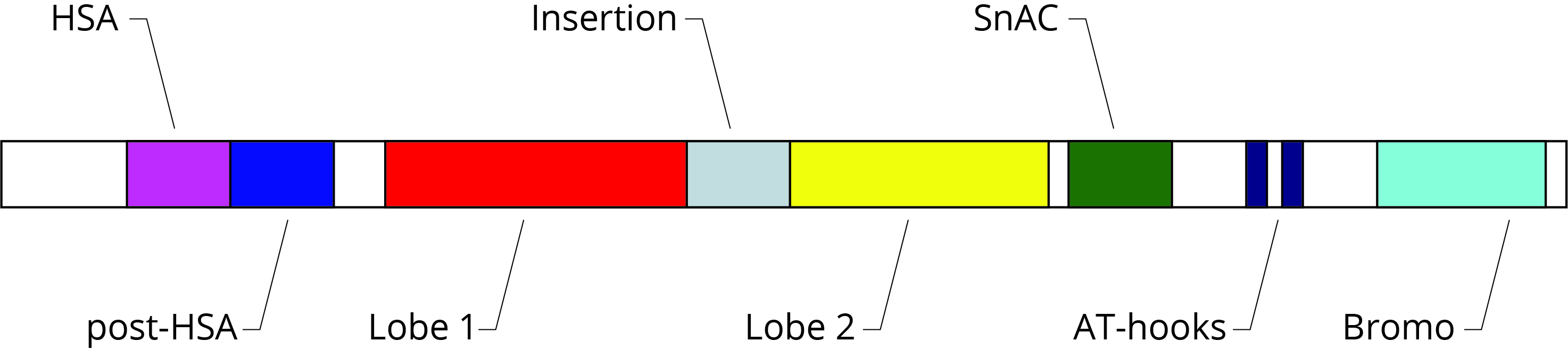
Organización de los dominios de la familia de proteínas SWI/SNF.

Estudios de microscopía electrónica del complejo proteico SWI/SNF revelaron estructuras grandes y lobuladas de 1,1-1,13 MDa. Estas proteínas se asemejan a RecA, cubriendo ambos lados de una sección evolutivamente conservada correspondiente al dominio con actividad ATPasa. Este también incluye un dominio HSA, localizado en el extremo N-terminal y capaz de unirse a la actina. Existe un bromodominio capaz de reconocer y unirse a lisinas acetiladas. Hasta la fecha no se ha podido obtener una estructura a nivel atómico de todo el complejo SWI/SNF, debido a que este se compone de muchas subunidades altamente dinámicas. En particular, la subunidad ATPasa SNF2, cuya estructura ha sido obtenida mediante criomicroscopía electrónica (Cryo-EM), demuestra que el ADN del nucleosoma se encuentra localmente deformado en el sitio de unión. Se han comprobado características similares en la subunidad ATPasa SMARCA4 en mamíferos, teniendo en cuenta el alto grado de homología con la subunidad SNF2 de levadura. También se ha resuelto la estructura entre las dos subunidades BAF155 (SMARCC1) y BAF47 (SMARCB1), aportando información sobre los mecanismos de ensamblado del complejo SWI/SNF.

## Mecanismo de acción
Se ha descrito que el complejo SWI/SNF (en levaduras) es capaz de alterar la posición de los nucleosomas a lo largo del ADN. Se han propuesto dos mecanismos para la remodelación de los nucleosomas mediada por SWI/SNF.
- El primer modelo propone que una difusión unidireccional de un defecto en el enrollamiento del ADN alrededor del nucleosoma resulta en una extensión del ADN sobre la superficie del octámero que permite la entrada del ADN al sitio de unión con el nucleosoma.
- El segundo modelo es denominado mecanismo de "protuberancia" o de "recaptura de bucle" e implica la disociación del ADN en el límite del nucleosoma, con una reasociación del ADN dentro del nucleosoma, formando así una protuberancia de ADN sobre la superficie del octámero. El bucle de ADN se propagaría entonces a lo largo de toda la superficie del octámero de histonas como si fuera una ola. De este modo, el ADN se posicionaría de nuevo sin cambios en el número total de contactos ADN-histona.[19] Un reciente estudio ha proporcionado nuevas evidencias en contra del mecanismo de difusión del giro, apoyando así al mecanismo de "recaptura de bucle", el cual ha sido esquematizado en la figura que se muestra abajo.[20]